# Lorenzo Mangiante
Lorenzo Mangiante (Brescia, 14 marzo 1891 – Curitiba, 16 giugno 1936) è stato un ginnasta italiano, vincitore di due medaglie d'oro nella gara di concorso a squadre di ginnastica.
La prima medaglia la vinse ai Giochi olimpici di Stoccolma 1912 (squadra composta, oltre da Mangiante, da Pietro Bianchi, Guido Boni, Alberto Braglia, Giuseppe Domenichelli, Carlo Fregosi, Alfredo Gollini, Francesco Loi, Luigi Maiocco, Giovanni Mangiante,  Serafino Mazzarocchi, Guido Romano, Paolo Salvi, Luciano Savorini, Adolfo Tunesi, Giorgio Zampori, Umberto Zanolini, Angelo Zorzi) e la seconda ai Giochi Olimpici Anversa 1920 (con Arnaldo Andreoli, Ettore Bellotto, Pietro Bianchi, Fernando Bonatti, Luigi Cambiaso, Carlo Costigliolo, Luigi Costigliolo, Giuseppe Domenichelli, Roberto Ferrari, Carlo Fregosi, Romualdo Ghiglione, Ambrogio Levati, Francesco Loi, Vittorio Lucchetti, Luigi Maiocco, Ferdinando Mandrini, Antonio Marovelli, Michele Mastromarino, Giuseppe Paris, Manlio Pastorini, Ezio Roselli, Paolo Salvi, Giovanni Tubino, Giorgio Zampori e Angelo Zorzi).

## Bìografia
Fratello di Giovanni Mangiante anch'egli olimpionico nel concorso a squadre ai Giochi olimpici di Stoccolma 1912, nativo di Brescia, morì  a Curitiba, in Brasile.

## Palmarès
| Anno | Manifestazione  | Sede      | Evento             | Risultato |
| ---- | --------------- | --------- | ------------------ | --------- |
| 1912 | Giochi olimpici | Stoccolma | Concorso a squadre | Oro       |
| 1920 | Giochi olimpici | Anversa   | Concorso a squadre | Oro       |